# Rolf Donnermann
Rolf Donnermann (* 28. Dezember 1941) ist ein ehemaliger deutscher Fußballspieler.

## Werdegang
Der Mittelfeldspieler Rolf Donnermann stieß im Jahre 1963 aus der eigenen Jugend zur ersten Mannschaft von Arminia Bielefeld, die sich gerade für die neu geschaffene Regionalliga West qualifiziert hatte. Er spielte bis 1967 für die Arminia und absolvierte 78 Regionalligaspiele, in denen er allerdings ohne Torerfolg blieb. Größter Erfolg war der dritte Platz in der Saison 1966/67. Am Saisonende verließ er Arminia Bielefeld und wechselte zum Lokalrivalen VfB 03 Bielefeld.